# Watchung
Watchung è un borough della Contea di Somerset, New Jersey. Al censimento del 2010 la città contava 5 801 abitanti e una superficie di 15,70 km² (6,06 mi²).